# Paa Flugt for Loven
Paa Flugt for Loven er en amerikansk stumfilm fra 1920 af Victor Heerman og Marshall Neilan.

## Medvirkende
- Lewis Stone som Derwent Conniston / John Keith
- Marjorie Daw som Mary Josephine
- Jane Novak som Miriam Kirkstone
- J. Barney Sherry som McDowell
- George Nichols som Kirkstone
- Charles West som Peter Kirkstone
- Togo Yamamoto som Shan Tung